# Johnny Cash's Greatest Hits, Vol. 3
Greatest Hits, Vol. 3 como el nombre sugiere es la tercera parte de los más grandes éxitos del cantante country Johnny Cash lanzado en 1978 bajo el sello disquero Columbia. Las partes anteriores Greatest Hits, Vol. 1 y Greatest Hits, Vol. 2 lanzados en 1967 y 1971 respectivamente tuvieron mayor éxito que este CD pero de este se desprenden canciones como "Old Time Feeling" y "It's All Over" porque no habían salido en ningún otro CD de Cash más dúos con Waylon Jennings en las canciones "Old Time Feeling" y "I Wish I Was Crazy Again" quien ya había aparecido con Cash en el CD anterior llamado I Would Like to See You Again lanzado ese mismo año. 

El álbum llegó hasta la Posición #49 mientras que los sencillos publicitarios llegaron a los puestos #26 y #22 respectivamente.

## Canciones
1. There Ain't No Good Chain Gang – 3:18
De I Would Like to See You Again (1978)
2. Any Old Wind That Blows – 2:39
De Any Old Wind That Blows (1973)
3. Old Time Feeling – 2:44
(Cash)
4. I Would Like to See You Again – 2:55
De I Would Like to See You Again (1978)
5. I Wish I Was Crazy Again – 2:44
De I Would Like to See You Again (1978)
6. One Piece at a Time – 4:00
De One Piece at a Time (1976)
7. After the Ball – 2:48
De The Rambler (1977)
8. Lady – 2:48
De The Rambler (1977)
9. It's All Over – 1:50
(Cash)

## Posición en listas
Álbum - Billboard (América del Norte)
| Año  | Tabla           | Posición |
| ---- | --------------- | -------- |
| 1978 | Álbumes Country | 49       |

Canciones - Billboard (América del Norte)
| Año  | Canción                    | Tabla             | Posición |
| ---- | -------------------------- | ----------------- | -------- |
| 1978 | "Old Time Feeling"         | Canciones Country | 26       |
| 1978 | "I Wish I Was Crazy Again" | Canciones Country | 22       |